# Одбојка на Летњим олимпијским играма 2012.
Одбојкашка такмичења на Летњим олимпијским играма 2012. у Лондону одржана су у периоду између 27. јула и 12. августа а под патронатом ФИВБ. Турнир је одржан у 2 дисциплине у обе конкуренције.
Такмичење у дворанској одбојци одржано је на Ерлкортском сајму, док је домаћин турнира у одбојци на песку био плато Гардијског коњичког мањежа. У дворанској одбојци учествовале су укупно 24 екипе (по 12 у обе конкуренције), док је у одбојци на песку наступило 48 екипа (по 24 у обе конкуренције).

## Освајачи медаља
| Дисциплине                 | Злато                                | Сребро                       | Бронза                              |  |  |  |
|                            |                                      |                              |                                     |  |  |  |
| Одбојка у дворани Мушкарци | Русија                               | Бразил                       | Италија                             |  |  |  |
| Одбојка у дворани Жене     | Бразил                               | Сједињене Државе             | Јапан                               |  |  |  |
|                            |                                      |                              |                                     |  |  |  |
| Одбојка на песку Мушкарци  | Јулијус Бринк и Јонас Рекерман       | Алисон Керути и Емануел Рего | Мартинш Плавинш и Јанис Смединш     |  |  |  |
| Одбојка на песку Жене      | Мисти Меј Тринор и Кери Волш-Џенингс | Џенифер Кеси и Ејприл Рос    | Жулијана Фелисберта и Лариса Франса |  |  |  |

## Сатница
|  | Групна фаза и елиминације | ● | Финала |

| Сатница одбојкашких олимпијских турнира | Сатница одбојкашких олимпијских турнира | Сатница одбојкашких олимпијских турнира | Сатница одбојкашких олимпијских турнира | Сатница одбојкашких олимпијских турнира | Сатница одбојкашких олимпијских турнира | Сатница одбојкашких олимпијских турнира | Сатница одбојкашких олимпијских турнира | Сатница одбојкашких олимпијских турнира | Сатница одбојкашких олимпијских турнира | Сатница одбојкашких олимпијских турнира | Сатница одбојкашких олимпијских турнира | Сатница одбојкашких олимпијских турнира | Сатница одбојкашких олимпијских турнира | Сатница одбојкашких олимпијских турнира | Сатница одбојкашких олимпијских турнира | Сатница одбојкашких олимпијских турнира | Сатница одбојкашких олимпијских турнира | Сатница одбојкашких олимпијских турнира | Сатница одбојкашких олимпијских турнира |
| Јул/Август 2012.                        | Јул/Август 2012.                        | Јул/Август 2012.                        | 27.                                     | 28.                                     | 29.                                     | 30.                                     | 31.                                     | 1.                                      | 2.                                      | 3.                                      | 4.                                      | 5.                                      | 6.                                      | 7.                                      | 8.                                      | 9.                                      | 10.                                     | 11.                                     | 12.                                     |
| --------------------------------------- | --------------------------------------- | --------------------------------------- | --------------------------------------- | --------------------------------------- | --------------------------------------- | --------------------------------------- | --------------------------------------- | --------------------------------------- | --------------------------------------- | --------------------------------------- | --------------------------------------- | --------------------------------------- | --------------------------------------- | --------------------------------------- | --------------------------------------- | --------------------------------------- | --------------------------------------- | --------------------------------------- | --------------------------------------- |
| Дворана                                 | Дворана                                 |                                         |                                         |                                         |                                         |                                         |                                         |                                         |                                         |                                         |                                         |                                         |                                         | ЧФ Ж                                    | ЧФ М                                    | ПФ Ж                                    | ПФ М                                    | ф Ж                                     | ф М                                     |
| Песак                                   | Песак                                   |                                         |                                         |                                         |                                         |                                         |                                         |                                         |                                         |                                         |                                         |                                         |                                         |                                         | ф                                       | ф                                       |                                         |                                         |                                         |

## Одбојка у дворани
Турнир у дворанској одбојци у Лондону 2012. је представљао 13. по реду одбојкашки олимпијски турнир. Учествовало је укупно 24 екипе, по дванаест у обе конкуренције, односно 288 одбојкаша/одбојкашица (по 12 у екипи). Представнике у дворанској одбојци имало је укупно 18 држава.

### Учесници
Мушкарци
| Квалификациони турнири        | Време               | Место              | Виза | Квалификанти             |
| ----------------------------- | ------------------- | ------------------ | ---- | ------------------------ |
| Домаћин ОИ 2012.              | —                   | —                  | 1    | Велика Британија         |
| Светски куп 2011.             | 20. 11. – 4. 12.    | Јапан              | 3    | Русија · Пољска · Бразил |
| Афричке квалификације         | 17/21. јануар 2012. | Јаунде, Камерун    | 1    | Тунис                    |
| Северноамеричке квалификације | 7/12. мај 2012.     | Лонг Бич, САД      | 1    | Сједињене Државе         |
| Европске квалификације        | 8/13. мај 2012.     | Софија, Бугарска   | 1    | Италија                  |
| Јужноамеричке квалификације   | 11/13. мај 2012.    | Бурзако, Аргентина | 1    | Аргентина                |
| Светске квалификације 1       | 1/10. јун 2012.     | Токио, Јапан       | 1    | Србија                   |
| Азијске квалификације         | 1/10. јун 2012.     | Токио, Јапан       | 1    | Аустралија               |
| Светске квалификације 2       | 8/10. јун 2012.     | Софија, Бугарска   | 1    | Бугарска                 |
| Светске квалификације 3       | 8/10. јун 2012.     | Берлин, Немачка    | 1    | Немачка                  |
| Укупно                        | Укупно              | Укупно             | 12   |                          |

Азијске олимпијске квалификације комбиноване су са Светским квалификацијама 1, на којима је једно место било обезбеђено за најбољу азијску селекцију (поред победника турнира). У случају да је на турниру тријумфовао тим из Азије, тада би две селекције из те зоне обезбедиле пласман на ОИ.
Жене
| Квалификациони турнир         | Време              | Место              | Виза | Квалификанткиње                   |
| ----------------------------- | ------------------ | ------------------ | ---- | --------------------------------- |
| Домаћин ОИ 2012.              | —                  | —                  | 1    | Велика Британија                  |
| Светски куп 2011.             | 4/18. новембар     | Јапан              | 3    | Италија · Сједињене Државе · Кина |
| Афричке квалификације         | 2/4. фебруар 2012. | Блида, Алжир       | 1    | Алжир                             |
| Северноамеричке квалификације | 29.4. – 5.5. 2012. | Тихуана, Мексико   | 1    | Доминиканска Република            |
| Европске квалификације        | 1/6. мај 2012.2    | Анкара, Турска     | 1    | Турска                            |
| Јужноамеричке квалификације   | 9/13. мај 2012.    | Сао Карлос, Бразил | 1    | Бразил                            |
| Светске квалификације         | 19/27. мај 2012.   | Токио, Јапан       | 3    | Русија · Јужна Кореја · Србија    |
| Азијске квалификације         | 19/27. мај 2012.   | Токио, Јапан       | 1    | Јапан                             |
| Укупно                        | Укупно             | Укупно             | 12   |                                   |

Као и код мушкараца, и код жена су у оквиру светских одржане и азијске квалификације које су тој зони донеле једно додатно место на олимпијском турниру.

### Жреб група
Екипе су уочи ждреба подељене у 6 шешира на основу ранкинга на светској ФИВБ ранг листи. Свих 12 екипа је подељено у по две групе са по 6 тимова. У првој фази такмичења играло се свако са сваким у групи, а по четири најбољепласиране екипе из сваке групе обезбедиле су наступ у елиминационој фази.
- Жреб мушког турнира

| Група A          | Група Б          |
| ---------------- | ---------------- |
| Велика Британија | Бразил           |
| Италија          | Русија           |
| Пољска           | Сједињене Државе |
| Аргентина        | Србија           |
| Бугарска         | Немачка          |
| Аустралија       | Тунис            |

- Жреб женског турнира

| Група A                | Група Б          |
| ---------------------- | ---------------- |
| Велика Британија       | Сједињене Државе |
| Јапан                  | Бразил           |
| Италија                | Кина             |
| Русија                 | Србија           |
| Доминиканска Република | Турска           |
| Алжир                  | Јужна Кореја     |

## Одбојка на песку
Турнир у одбојци на песку у Лондону 2012. је представљао 5. по реду олимпијски турнир у овом спорту, од олимпијског дебија на ЛОИ 1996. у Атланти. Учествовало је укупно 48 парова (по 24 у обе конкуренције) из 23 земље. Сваки НОК је максимално могао да пријави по два пара по дисциплини.
Такмичење је одржано у периоду између 28. јула и 9. августа на платоу Гардијског коњичког мањежа у централном Лондону.
Учешће на турниру обезбедило је по 16 најбоље рангираних тимова на ранг листама ФИВБ закључно са 17. јуном 2012, 5 екипа је пласман обезбедило преко континенталних квалификација, две преко светских квалификација, а по једно место је резервисано за домаћина такмичења.
У групној фази такмичења укупно 24 тима су подељена у 6 група са по 4 екипе. Пласман у четвртфиналну фазу обезбедиле су по две првопласиране селекције из свих група те два најбоље пласирана трећа пара. Преостале четири трећепласиране екипе разигравају за још два места у другој фази такмичења. Жреб група у обе конкуренције одржан је 19. јула 2012. у Клагенфурту (Аустрија).

### Учесници
| Квалификациони турнир                                        | Виза | Мушкарци КВ | Жене КВ |
| ------------------------------------------------------------ | ---- | --- | --- |
| ФИВБ олимпијска ранг листа (17. јун 2012)                    | 16   | Бразил · Сједињене Америчке Државе · Немачка · Холандија · Пољска · Сједињене Америчке Државе · Бразил · Немачка · Шпанија · Кина · Швајцарска · Чешка · Летонија · Летонија · Италија · Швајцарска | Бразил · Кина · Сједињене Америчке Државе · Бразил · Сједињене Америчке Државе · Холандија · Италија · Немачка · Чешка · Шпанија · Немачка · Швајцарска · Аустрија · Аустралија · Чешка · Грчка |
| Континенталне квалификације 2010/12 (потврђено 2. јула 2012) | 5    | Венецуела (Јужна Америка) · Јужноафричка Република (Африка) · Канада (Северна Америка) · Јапан (Азија/Океанија) · Норвешка (Европа)                                                                 | Маурицијус (Африка) · Аргентина (Јужна Америка) · Русија (Европа) · Канада (Северна Америка) · Аустралија (Азија/Океанија)                                                                      |
| Светске олимпијске квалификације (26. јун – 1. јул 2012)     | 2    | Аустрија · Русија | Холандија · Русија |
| Домаћин (Уједињено Краљевство)                               | 1    | Уједињено Краљевство | Уједињено Краљевство |
| Укупно                                                       | 24х2 | 24 | 24 |

## Биланс медаља
| Позиција   | Држава                    | Злато | Сребро | Бронза | Укупно |
| ---------- | ------------------------- | ----- | ------ | ------ | ------ |
| 1          | Бразил                    | 1     | 2      | 1      | 4      |
| 2          | Сједињене Америчке Државе | 1     | 2      | 0      | 3      |
| 3          | Немачка                   | 1     | 0      | 0      | 1      |
| 3          | Русија                    | 1     | 0      | 0      | 1      |
| 5          | Италија                   | 0     | 0      | 1      | 1      |
| 5          | Јапан                     | 0     | 0      | 1      | 1      |
| 5          | Летонија                  | 0     | 0      | 1      | 1      |
| Укупно (7) | Укупно (7)                | 4     | 4      | 4      | 12     |